# Чемпионат мира по трековым велогонкам 2018
Чемпионат мира по трековым велогонкам 2018 года прошёл с 28 февраля по 4 марта в Апелдорне (Нидерланды) на велотреке Omnisport Apeldoorn под эгидой UCI.

## Медали

### Общий зачёт
(Жирным выделено самое большое количество медалей в своей категории; принимающая страна также выделена)
| Общее количество медалей | Общее количество медалей | Общее количество медалей | Общее количество медалей | Общее количество медалей | Общее количество медалей |
| Место                    | Страна                   | Золото                   | Серебро                  | Бронза                   | Всего                    |
| ------------------------ | ------------------------ | ------------------------ | ------------------------ | ------------------------ | ------------------------ |
| 1                        | Нидерланды               | 5                        | 5                        | 2                        | 12                       |
| 2                        | Германия                 | 4                        | 0                        | 2                        | 6                        |
| 3                        | Великобритания           | 2                        | 3                        | 1                        | 6                        |
| 4                        | Австралия                | 2                        | 2                        | 2                        | 6                        |
| 5                        | США                      | 2                        | 1                        | 1                        | 4                        |
| 6                        | Италия                   | 1                        | 1                        | 4                        | 6                        |
| 7                        | Бельгия                  | 1                        | 1                        | 0                        | 2                        |
| 8                        | Беларусь                 | 1                        | 0                        | 0                        | 1                        |
| 8                        | Колумбия                 | 1                        | 0                        | 0                        | 1                        |
| 8                        | Польша                   | 1                        | 0                        | 0                        | 1                        |
| 11                       | Дания                    | 0                        | 2                        | 1                        | 3                        |
| 12                       | Россия                   | 0                        | 1                        | 2                        | 3                        |
| 13                       | Гонконг                  | 0                        | 1                        | 0                        | 1                        |
| 13                       | Япония                   | 0                        | 1                        | 0                        | 1                        |
| 13                       | Португалия               | 0                        | 1                        | 0                        | 1                        |
| 13                       | Испания                  | 0                        | 1                        | 0                        | 1                        |
| 17                       | Франция                  | 0                        | 0                        | 2                        | 2                        |
| 18                       | Канада                   | 0                        | 0                        | 1                        | 1                        |
| 18                       | Литва                    | 0                        | 0                        | 1                        | 1                        |
| 18                       | Новая Зеландия           | 0                        | 0                        | 1                        | 1                        |
| Всего                    | Всего                    | 20                       | 20                       | 20                       | 60                       |

### Медалисты
Курсивом выделены участники предварительных этапов.

#### Мужчины
| Дисциплина                                   | Золото                                                                        | Золото | Серебро                                                                                  | Серебро | Бронза                                                                             | Бронза |
| -------------------------------------------- | ----------------------------------------------------------------------------- | ------ | ---------------------------------------------------------------------------------------- | ------- | ---------------------------------------------------------------------------------- | ------ |
| Спринт подробнее                             | Мэттью Глетцер Австралия                                                      |        | Джек Карлин Великобритания                                                               |         | Себастьян Вижье Франция                                                            |        |
| Командный спринт подробнее                   | Нидерланды · Нильс ван ’т Хундердал · Харри Лаврейсен · Маттейс Бюхли · 0 · 0 |        | Великобритания · Джек Карлин · Филип Хиндс · Джейсон Кенни · Оуэнс Райан · Джозеф Труман |         | Франция · Франсуа Первис · Себастьен Вижье · Микаэль д'Алмейда · Кентен Лафарг · 0 |        |
| Гит на 1 км подробнее                        | Джеффри Хугланд Нидерланды                                                    |        | Мэттью Глетцер Австралия                                                                 |         | Тео Бос Нидерланды                                                                 |        |
| Индивидуальная гонка преследования подробнее | Филиппо Ганна Италия                                                          |        | Иво Оливейра Португалия                                                                  |         | Александр Евтушенко Россия                                                         |        |
| Командная гонка преследования подробнее      | Великобритания · Эд Клэнси · Киан Эмади · Итан Хейтер · Чарли Танфилд         |        | Дания · Никлас Ларсен · Юлиус Йохансен · Фредерик Мадсен · Каспер фон Фольсах            |         | Италия · Симоне Консонни · Лиам Бертаццо · Филиппо Ганна · Франческо Ламон         |        |
| Кейрин подробнее                             | Фабиан Пуэрта Колумбия                                                        |        | Томоюки Кавабата Япония                                                                  |         | Максимилиан Леви Германия                                                          |        |
| Скрэтч подробнее                             | Евгений Королёк Белоруссия                                                    |        | Микеле Скартеццини Италия                                                                |         | Каллум Скотсон Австралия                                                           |        |
| Гонка по очкам подробнее                     | Кэмерон Мейер Австралия                                                       |        | Ян-Виллем ван Шип Нидерланды                                                             |         | Марк Стюарт Великобритания                                                         |        |
| Мэдисон подробнее                            | Германия · Роджер Клюге · Тео Рейнхардт                                       |        | Испания · Альберт Торрес · Себастьян Мора                                                |         | Австралия · Кэмерон Мейер · Каллум Скотсон                                         |        |
| Омниум подробнее                             | Шимон Сайнок Польша                                                           |        | Ян-Виллем ван Шип Нидерланды                                                             |         | Симоне Консонни Италия                                                             |        |

#### Женщины
| Дисциплина                                   | Золото                                                                   | Золото | Серебро                                                                                      | Серебро | Бронза                                                                                                 | Бронза |
| -------------------------------------------- | ------------------------------------------------------------------------ | ------ | -------------------------------------------------------------------------------------------- | ------- | --- | ------ |
| Спринт подробнее                             | Кристина Фогель Германия                                                 |        | Стефани Мортон Австралия                                                                     |         | Паулина Грабош Германия                                                                                |        |
| Командный спринт подробнее                   | Германия · Мириам Вельте · Кристина Фогель · Паулина Грабош · 0          |        | Нидерланды · Сханне Браспеннинкс · Кира Ламберинк · Лаурине ван Риссен · Хетт ван де Воув    |         | Россия · Дарья Шмелёва · Анастасия Войнова · 0 · 0                                                     |        |
| Гит на 500 м подробнее                       | Мириам Вельте Германия                                                   |        | Дарья Шмелёва Россия                                                                         |         | Элис Лигтле Нидерланды                                                                                 |        |
| Индивидуальная гонка преследования подробнее | Хлои Дигерт США                                                          |        | Аннемик ван Флёйтен Нидерланды                                                               |         | Келли Кэтлин США                                                                                       |        |
| Командная гонка преследования подробнее      | США · Дженнифер Валент · Келли Кэтлин · Хлои Дигерт · Кимберли Гейст · 0 |        | Великобритания · Кэти Арчибальд · Элинор Баркер · Лора Кенни · Эмили Нельсон · Элли Дикинсон |         | Италия · Элиза Бальсамо · Летиция Патерностер · Сильвия Вальсекки · Татьяна Гудерцо · Симона Фраппорти |        |
| Кейрин подробнее                             | Ники Дегренделе Бельгия                                                  |        | Лэй Вайси Гонконг                                                                            |         | Симона Крупецкайте Литва                                                                               |        |
| Скрэтч подробнее                             | Кирстен Вилд Нидерланды                                                  |        | Жольен Д’Ор Бельгия                                                                          |         | Амалия Дидериксен Дания                                                                                |        |
| Гонка по очкам подробнее                     | Кирстен Вилд Нидерланды                                                  |        | Дженнифер Валент США                                                                         |         | Ясмин Глессер Канада                                                                                   |        |
| Мэдисон подробнее                            | Великобритания · Кэти Арчибальд · Эмили Нельсон                          |        | Нидерланды · Кирстен Вилд · Ами Питерс                                                       |         | Италия · Летиция Патерностер · Маоия Джулия Конфалоньери                                               |        |
| Омниум подробнее                             | Кирстен Вилд Нидерланды                                                  |        | Амалия Дидериксен Дания                                                                      |         | Рашли Бьюкенен Новая Зеландия                                                                          |        |